# Gnathanodon speciosus
Gnathanodon · Carangue royale, Carangue dorée
Genre
Espèce
Statut de conservation UICN

 LC  : Préoccupation mineure
La carangue royale ou carangue dorée (Gnathanodon speciosus), est une espèce de poissons de la famille des Carangidés. C'est la seule espèce de son genre Gnathanodon. 

## Description
Le corps est de couleur argenté mêlée d'un jaune brillant, marqué d'une dizaine de barres verticales sombres, qui tendent à s'effacer chez les adultes dont le corps se marque de quelques points noirs. Les nageoires sont jaune vif. La nageoire pectorale est en forme de faux. Les carangues royales possèdent huit épines dans la nageoire dorsale et de 18 à 20 rayons mous, ainsi que 3 épines dans la nageoire anale pour 15 à 17 rayons mous. La nageoire anale possède deux pointes distinctes. 
Elles se distinguent également par leur absence de dentition. 
La taille maximale est de 120 cm, mais les individus fréquemment observés ont une taille approchant les 75 cm, et le poids maximal répertorié est de 15 kg.

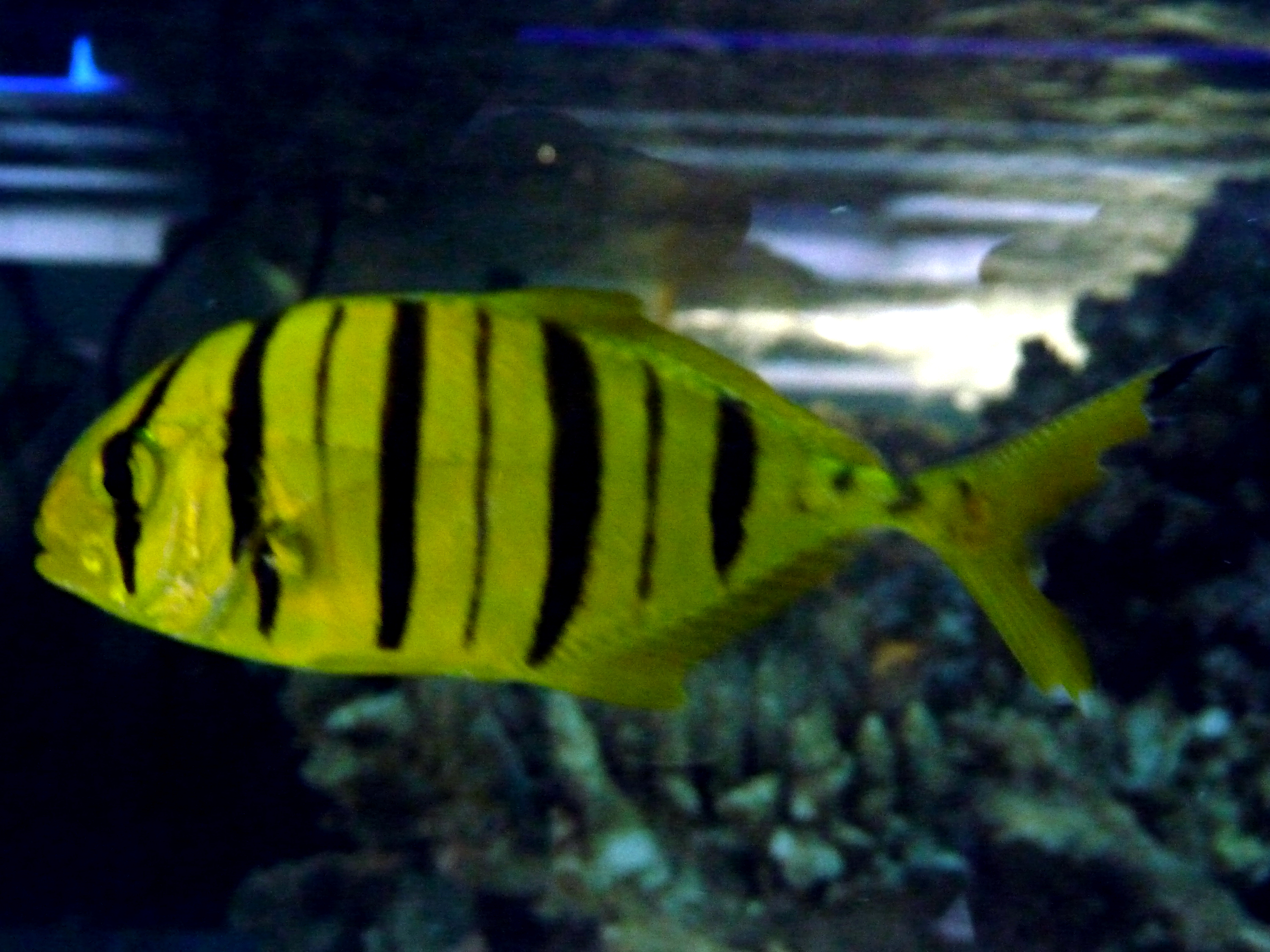
Juvénile.
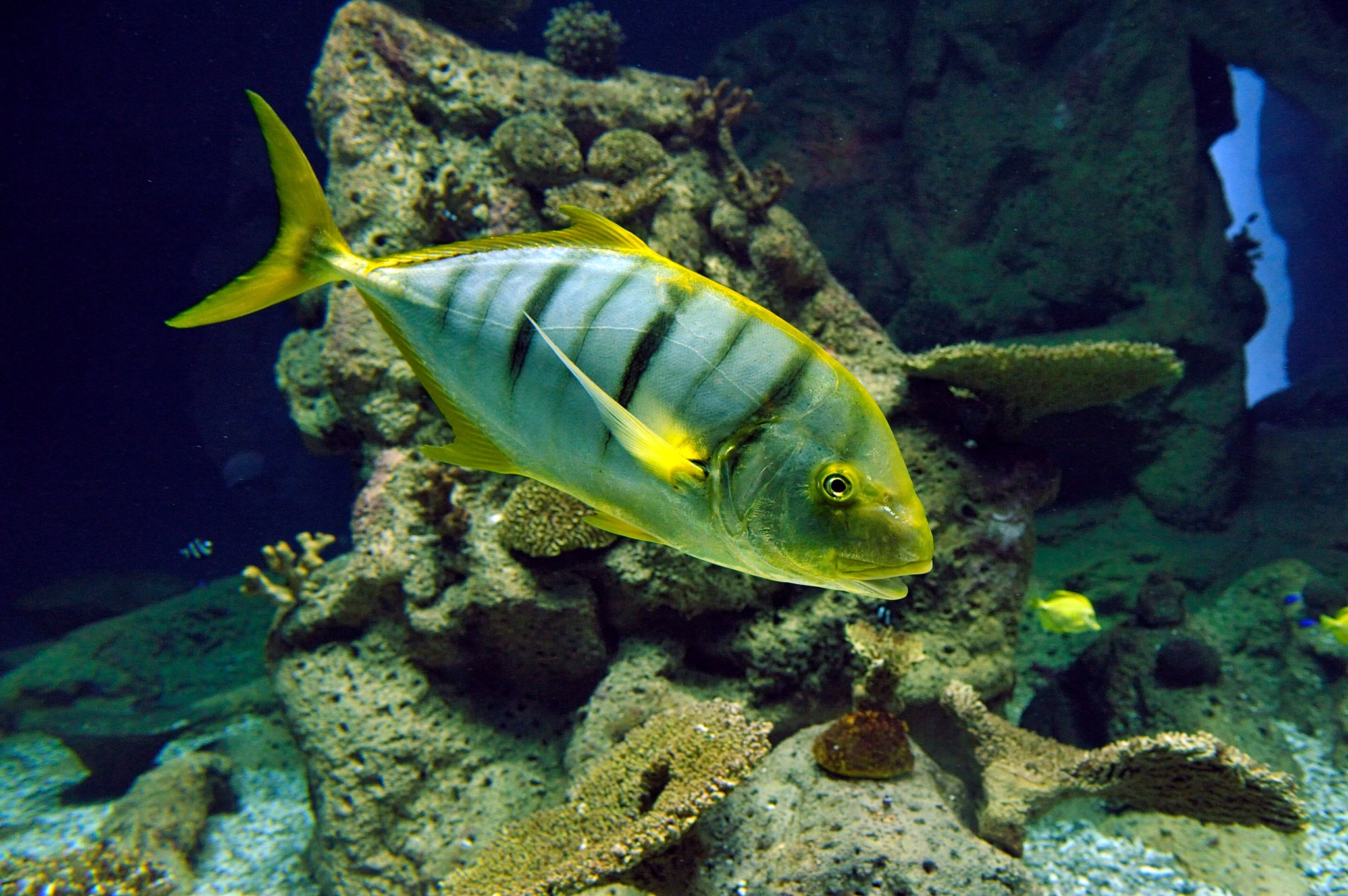
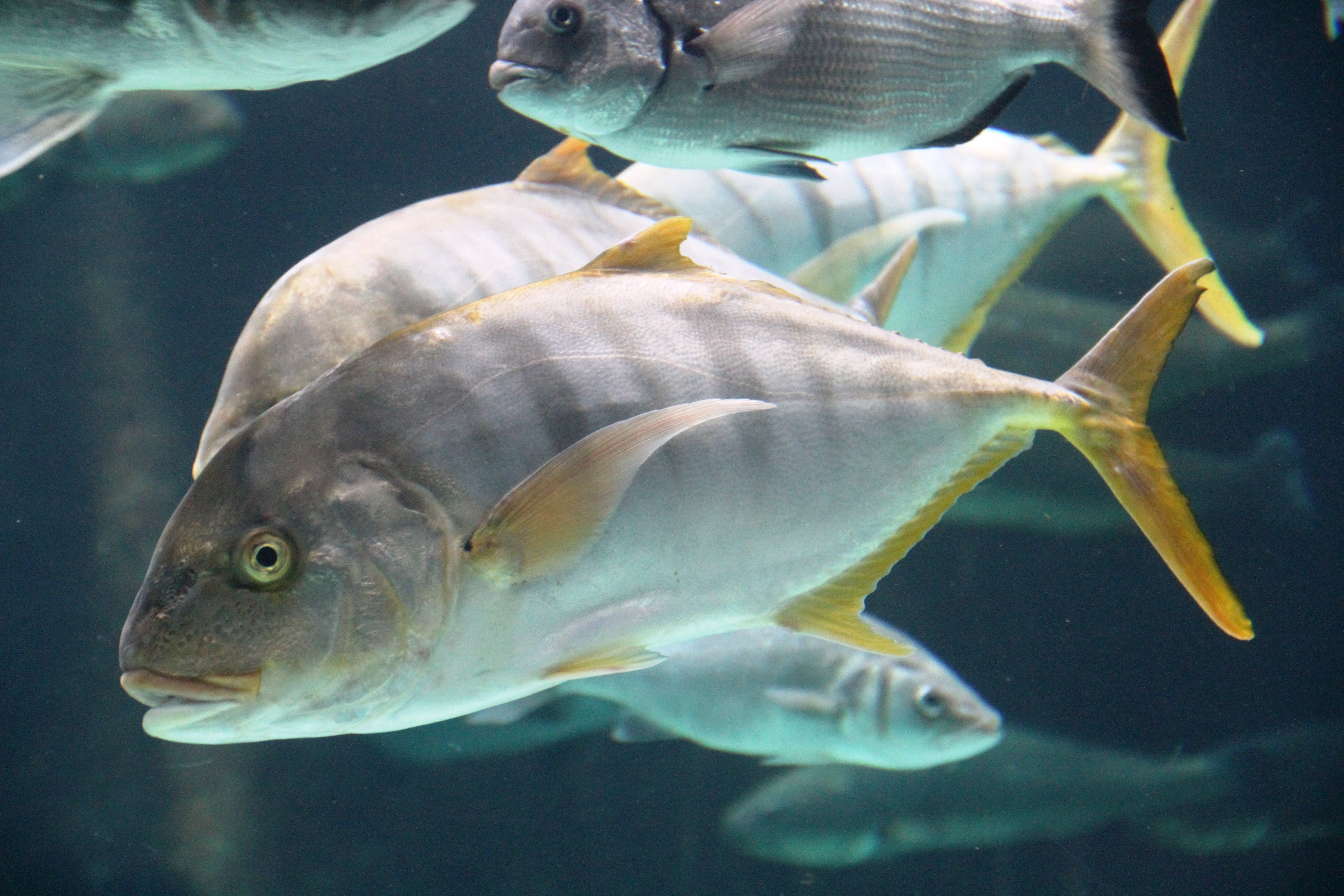

Cette espèce peut être confondue avec deux autres carangues rayées verticalement et adoptant le même comportement d'accompagnement des très gros animaux marins : Carangoides ferdau et Naucrates ductor. 

## Distribution

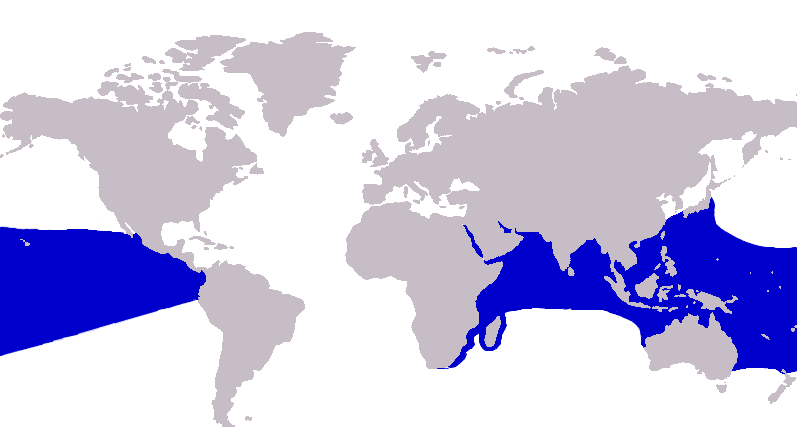
Carte de répartition.

Ces poissons tropicaux peuplent des eaux chaudes entre les latitudes 30°N et 30°S, soit la zone Indo-Pacifique et l'Océan Pacifique oriental. 
Ils peuplent les eaux des océans Pacifique et Indien, et des nombreuses îles de ces deux océans. En Afrique, ils sont présents de la Mer Rouge jusqu'à Madagascar. Sur la côte occidentale des Amériques, ils se répartissent de la Basse-Californie-du-Sud et du golfe de Californie jusqu'à l'Équateur.

## Comportement

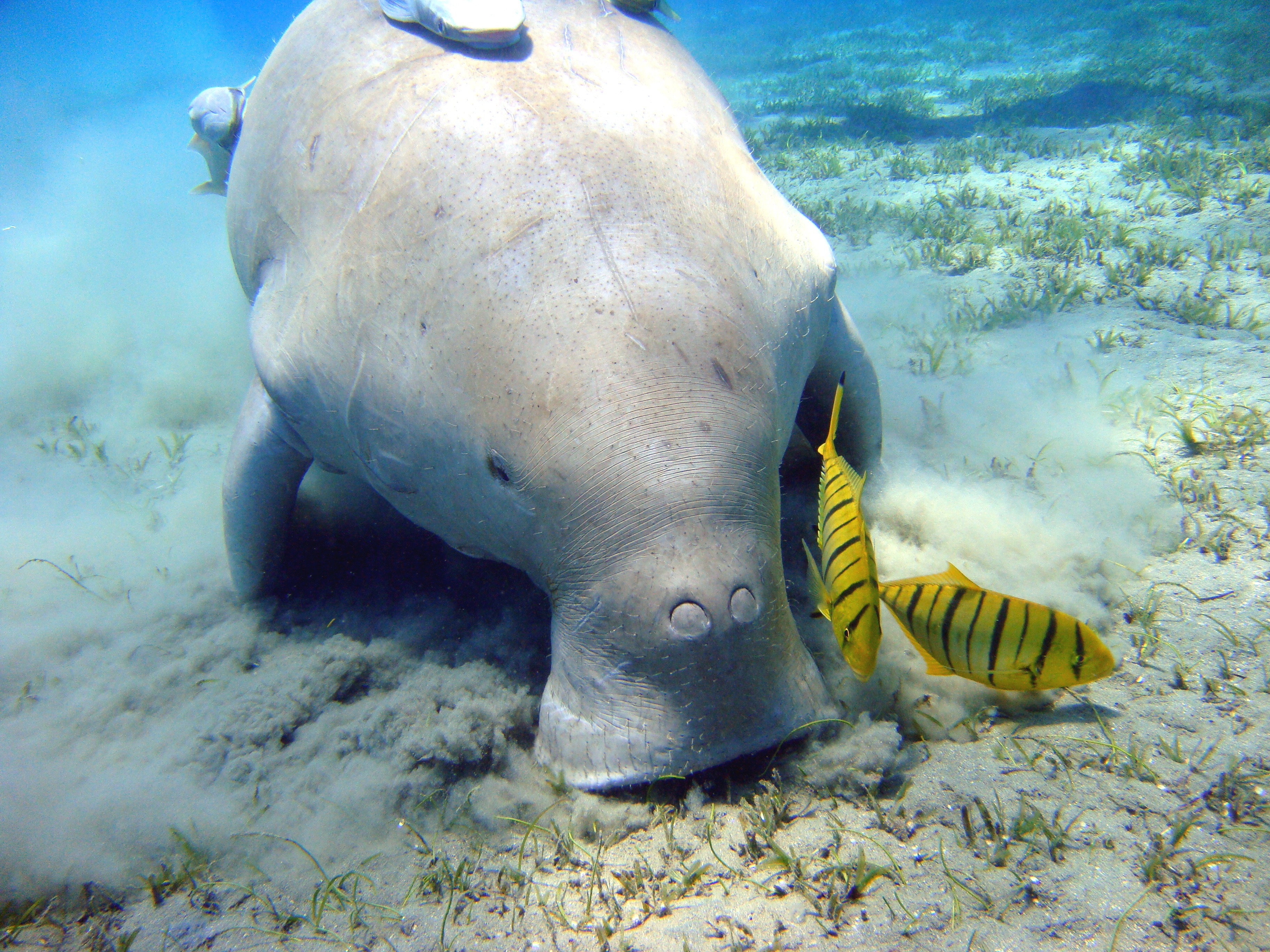
Un dugong accompagné de carangues dorées.

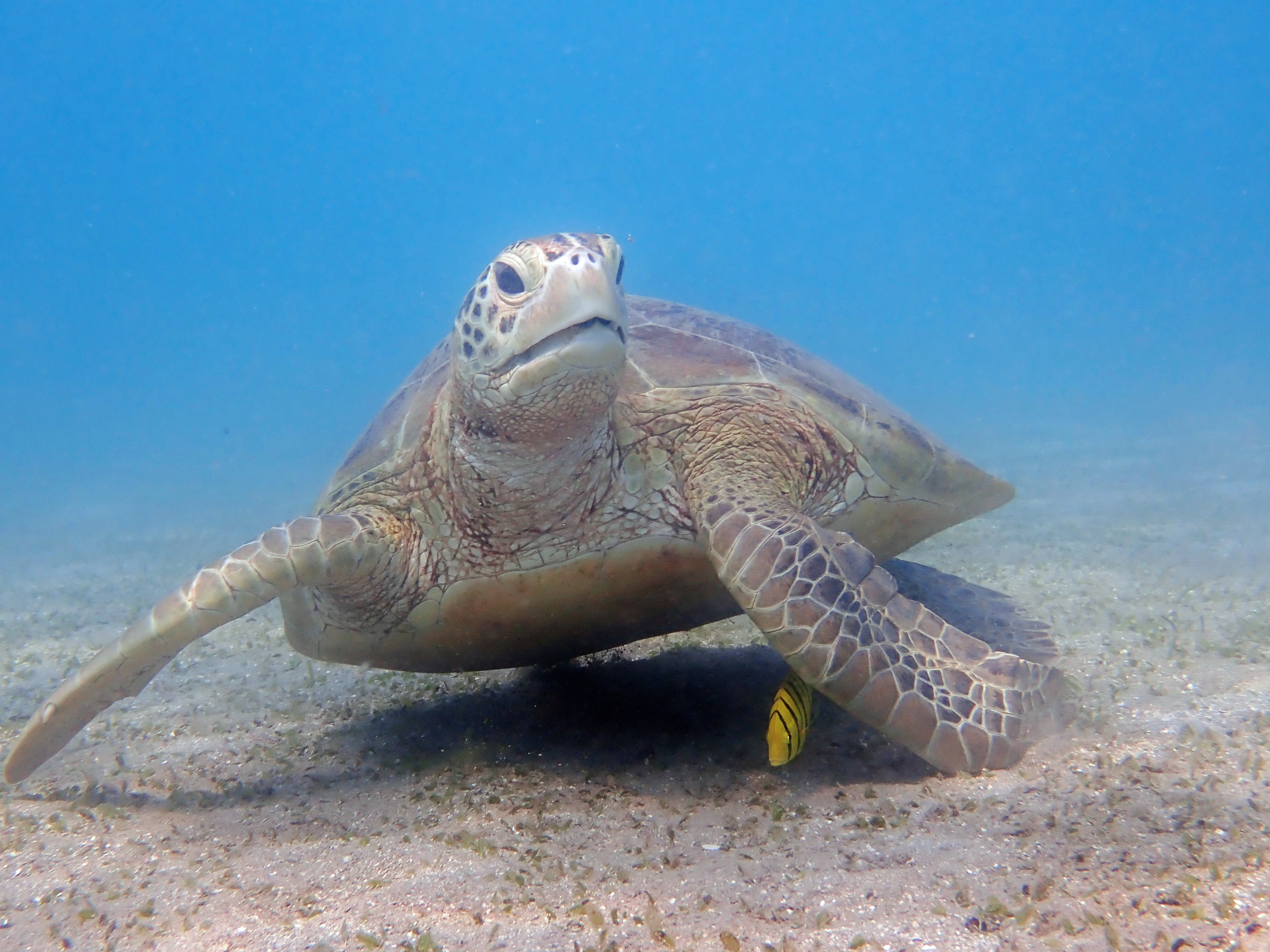
Avec une tortue verte, à Mayotte.

Ces carangues vivent sur les côtes récifales. Elles sont présentes dans les eaux des lagons profonds et sur les bords extérieurs des récifs barrières, côté océan. Elles se déplacent généralement en petit bancs. Elles se nourrissent en particulier de petits crustacés et invertébré présents dans les fonds sablonneux, mais se nourrissent aussi de petits poissons présents dans le zooplancton. Ce régime alimentaire est probablement à mettre en relation avec leur absence de dentition. Les juvéniles accompagnent parfois les grandes méduses pélagiques, trouvant protection dans leur forêt de tentacules. Elles sont aussi connues pour accompagner parfois les grands requins, les grands poissons, les dugongs mais aussi les plongeurs, probablement à la recherche de protection et de nourriture : il convient cependant de ne pas les confondre avec le poisson-pilote Naucrates ductor.

## Pêche
La carangue royale peut être capturée à la traîne et à la ligne de fond. Elle est parfois capturée par les pratiquants de la pêche sportive. Son importance commerciale est peu élevée, l'espèce étant généralement une prise secondaire. Elle est généralement commercialisée fraiche mais aussi séchée ou salée. Son prix semble assez élevé sur les marchés locaux. Elle est élevée en aquaculture et fait l'objet d'un commerce destiné aux amateurs.
Sa chair ne semble présenter aucun danger particulier relativement à la ciguatera.

## Taxonomie et dénomination
La carangue royale, seule espèce de son genre monotypique Gnathanodon, fait partie de la famille des Carangidés, de l'ordre des Perciformes et du sous-ordre Percoidei.
La première description scientifique d'un individu de cette espèce est réalisée par le naturaliste Peter Forsskål (également connu sous le nom de Pehr Forsskål), en 1775.
Synonymes :
- Caranx cives (De Vis, 1884)

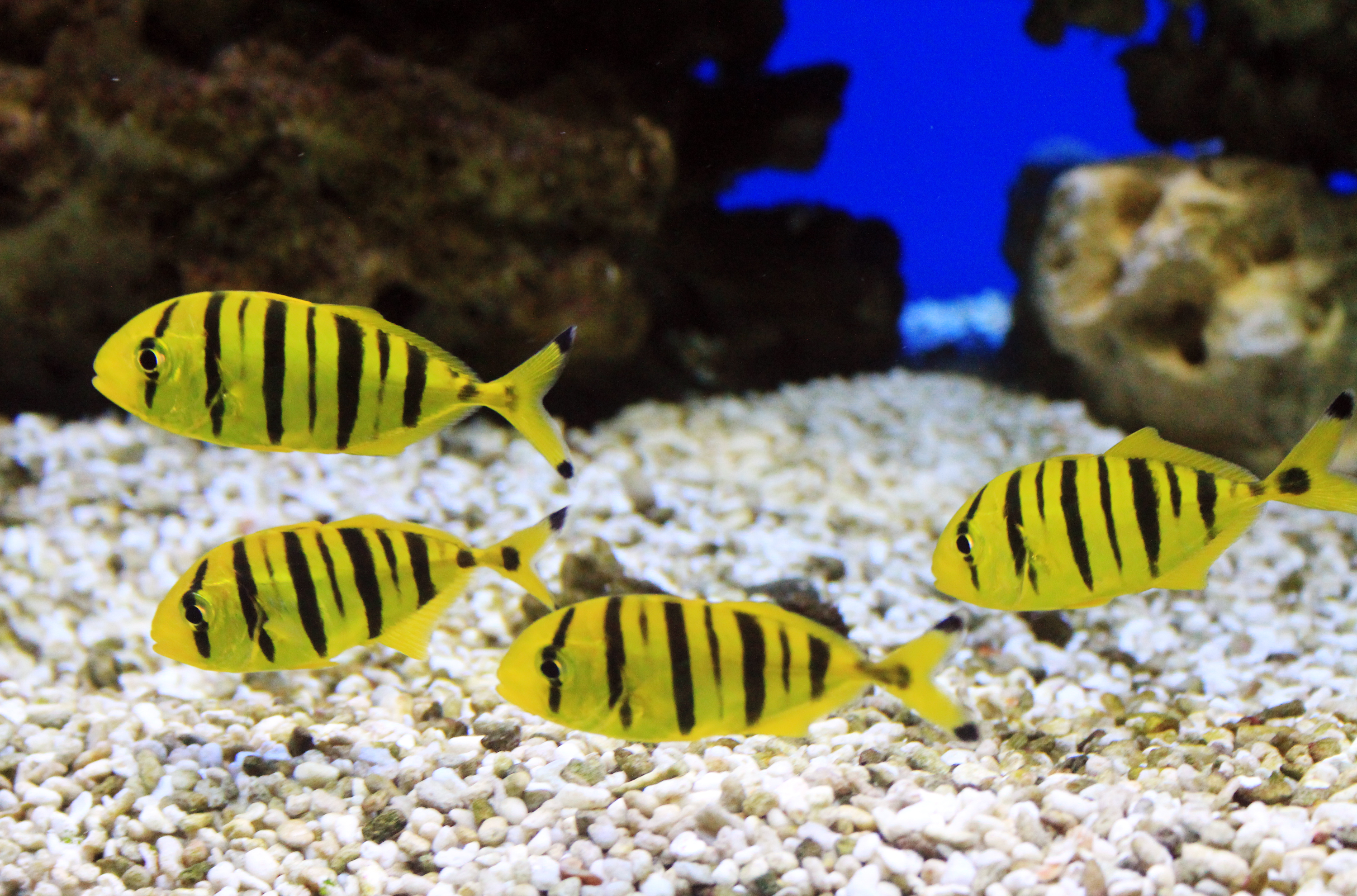
A l'aquarium de Prague.

- Caranx edentulus (Alleyne & Macleay, 1877)
- Caranx panamensis (Gill, 1863)
- Caranx speciosus (Forsskål, 1775)
- Gnathodon speciosus (Forsskål, 1775)
- Gnathonodon speciosus (Forsskål, 1775)
- Scomber speciosus (Forsskål, 1775)

Noms vernaculaires :
- Belle carangue (Nouvelle-Calédonie)
- Carangue chasseur (Seychelles)
- Carangue citron (république de Maurice)
- Carangue dorée (Polynésie française)
- Carangue d'or (république de Maurice - Maldives)
- Carangue jaune (république de Maurice - Nouvelle-Calédonie)
- Carangue le gueule pourrie (république de Maurice)
- Carangue pilote (république de Maurice)
- Carangue royale (France métropolitaine)
- Carangue royale jaune (France métropolitaine - Djibouti - Île de La Réunion)